# Флаг Цивильска
Флаг Циви́льска (чув. Ҫӗрпӳ ялавӗ) — официальный символ города Цивильск и в 2002–2021 годах — Цивильского района Чувашской Республики Российской Федерации.
Флаг утверждён 29 мая 2002 года и внесён в Государственный геральдический регистр Российской Федерации с присвоением регистрационного номера 966.
Флаг города Цивильска составлен на основании герба города Цивильска по правилам и соответствующим традициям геральдики и отражает исторические, культурные, социально-экономические, национальные и местные традиции.

## Описание
«Жёлтое (золотистое) полотнище с соотношением сторон 2:3, имеющее зелёную полосу вдоль нижнего края, занимающую 3/19 от ширины полотнища, и несущее посередине изображение вырастающего из зелёной полосы красного, с зелёной листвой и чёрными кряжами, стилизованного геральдического дуба».

## Обоснование символики
Основной фигурой флага является дуб, как дань уважения предкам. Дуб — символ надёжности, выносливости, защиты, долговечности, мужества. Он славен своими мощными корнями и обширной раскидистой кроной, что говорит о славной многовековой истории города и района:
- Чёрный цвет означает историческую память народа,

- Красный цвет в геральдике символизирует труд, жизнеутверждающую силу, мужество, праздник, красоту,

- Зелёный цвет означает достаток, процветание, стабильность,

- Жёлтый цвет (золото) поля флага символизирует прочность, величие, богатство, силу и великодушие[2].